# Wilhelm Mühlhausen
Wilhelm Mühlhausen (* 14. September 1893 in Hannoversch-Münden; † im 20. Jahrhundert) war ein deutscher Lehrer und Abgeordneter des Provinziallandtages der preußischen Provinz Hessen-Nassau.

## Leben
Wilhelm Mühlhausen war der Sohn des Schuhmachermeisters Heinrich August Mühlhausen und dessen Gemahlin Sophie Karoline Haesing. Er hatte eine Lehrerausbildung absolviert und war in Melsungen an einer Schule tätig. Mühlhausen engagierte sich politisch, trat in die SPD ein und erhielt 1919 ein Mandat für den Kurhessischen Kommunallandtag des Regierungsbezirks Kassel, aus dessen Mitte er zum Abgeordneten des Provinziallandtages der Provinz Hessen-Nassau bestimmt wurde. 1920 zog er berufsbedingt nach Ronsdorf (Stadtteil von Wuppertal). Dadurch verlor er seine Mandate in beiden Parlamenten.